# Xã White Butte, Quận Perkins, Nam Dakota
Xã White Butte (tiếng Anh: White Butte Township) là một xã thuộc quận Perkins, tiểu bang Nam Dakota, Hoa Kỳ. Năm 2010, dân số của xã này là 19 người.